# Oberea praedita
Oberea praedita är en skalbaggsart som beskrevs av Francis Polkinghorne Pascoe 1867. Oberea praedita ingår i släktet Oberea och familjen långhorningar.
Artens utbredningsområde är Sarawak. Inga underarter finns listade i Catalogue of Life.